# Zeynep Yildirim
Zeynep Yıldırım Diri (ur. 10 października 1981) – turecka zapaśniczka walcząca w stylu wolnym. Zajęła szóste miejsce na mistrzostwach świata w 2001. Ósma na mistrzostwach Europy w 2005 i 2006. Srebrna medalistka igrzysk śródziemnomorskich w 2005; piąta w 2001 roku.